# Martin Jankowski
Martin Jankowski (Greifswald, 1965) è uno scrittore tedesco.

## Biografia
Martin Jankowski è cresciuto a Gotha e vive attualmente a Berlino. Negli anni Ottanta a Lipsia è uno dei portavoce dei gruppi dell'opposizione che organizzano le manifestazioni del lunedì, le contestazioni che hanno portato alla fine della DDR. 
È uno scrittore versatile, negli anni ha pubblicato, oltre a diverse canzoni, poesie, racconti e saggi, anche testi teatrali, articoli di critica letteraria e un romanzo. Dal 2000 collabora in qualità di autore e di curatore con diversi musei tra cui il Museum Berggruen e l'Ethnologisches Museum di Dahlem. 
Dal 2001 al 2004 collabora con l'internationales literaturfestival berlin Archiviato il 25 gennaio 2012 in Internet Archive. ed è tuttora il responsabile della sezione Specials del festival. Nel 2003 è professore ospite all'Universitas Indonesia (Jakarta) e nel 2003/2004 è presidente del Deutsch-Indonesischen Kulturinstitut (istituto di cultura tedesco-indonesiano) di Berlino. Nel 2004 organizza gli incontri con autori e le letture del Literatursalon am Kollwitzplatz per la rivista letteraria ndl. Dal 2005 dirige l'associazione letteraria Berliner Literarische Aktion e.V.
Nel 2006 riceve la borsa di studio Alfred Döblin dell'Accademia delle Arti di Berlino e intraprende un tour di letture in Indonesia finanziato dalla fondazione IndonesiaTera e dall'ambasciata tedesca (il tour verrà ripetuto nel 2008, e successivamente nel 2010, su invito del Goethe-Institut). 
Dal 2007 al 2010 organizza le letture nel "Literatursalon Mitte", nel quartiere storico di Berlino Scheunenviertel. È stato anche regista teatrale ed editore. 
Nel 2011 ha diretto il "Jakarta Berlin Arts Festival" a Berlino.

## Opere
- Rabet oder Das Verschwinden einer Himmelsrichtung. Romanzo. via verbis, München 1999, ISBN 3-933902-03-7. Tradotto in italiano con il titolo Rabet. La scomparsa di un punto cardinale. Introduzione di Ingo Schulze e prefazione di Karin Birge Gilardoni-Büch. Tradotto e curato da Cristina Beretta. Cabila edizioni, Milano 2009 ISBN 978-88-95129-13-6.
- Seifenblasenmaschine – Berliner Szenen Tales and short stories. Schwartzkopff Buchwerke, Hamburg-Berlin 2005, ISBN 3-937738-32-0.
- Indonesisches Sekundenbuch. Poesie, edizione bilingue con testo a fronte (indonesiano-tedesco), traduzione di Katrin Bandel, adattamento dei testi di Dorothea Rosa Herliany, introduzione di Goenawan Mohamad. Indonesiatera, Magelang (Java) 2006, ISBN 92-97750-01-X.
- Mäuse. Novella.Schöner Lesen Nr. 53. SuKuLTuR Verlag, Berlin 2006, ISBN 3-937737-60-X.
- Der Tag, der Deutschland veränderte – 9. Oktober 1989. Saggio. In: Schriftenreihe des Sächsischen Landesbeauftragten für die Stasiunterlangen. Nr. 7. Leipzig 2007, ISBN 978-3-374-02506-0.
- U(DYS)TOPIA – myths, legend & fairy tales in arts in German, English and Indonesian language. Regiospectra Verlag, Berlin 2010, ISBN 978-3-940132-14-7.
- Jakarta Berlin. Essays in German and English, Regiospectra Verlag, Berlin 2011, ISBN 978-3-940132-28-4.
- sekundenbuch - gedichte & gesänge. Poemas & canzone, Leipziger Literaturverlag, Leipzig 2012, ISBN 978-3-86660-144-4.
- Indonesien lesen - Notizen zu Literatur und Gesellschaft. Saggi e conversazioni, Regiospectra Verlag, Berlin 2014, ISBN 978-3-940132-66-6.
- kosmonautenwalzer. Poems, artist book with graphic illustrations by Wienke Treblin, MLB 108, aphaia publishing, Berlin 2014.
- sasakananas INDONESIEN MATERIAL. Poems & notes. Leipziger Literaturverlag, Leipzig 2015, ISBN 978-3-86660-197-0.

## Premi
- Open mike 1993
- Borsa di studio della Fondazione Kulturfonds 1996
- Borsa di studio del Senato di Berlino 1997
- Premio annuale della DVLG (Deutsche Vierteljahrsschrift für Literaturwissenschaft und  Geistesgeschichte) 1998
- Borsa di studio Alfred Döblin della Berliner Akademie der Künste 2006
- Borsa di studio del Senato di Berlino 2007
- Borsa di studio per lo scambio culturale del Senato di Berlino 2008